# 3141 Buchar
3141 Buchar (1984 RH) là một tiểu hành tinh nằm phía ngoài của vành đai chính được phát hiện ngày 2 tháng 9 năm 1984 bởi Mrkos, A. ở Klet.